# Муни, Джон
Джон Муни (англ. John P. Mooney; 6 августа 1964, Юджин) — американский гребец-байдарочник, выступал за сборную США во второй половине 1990-х годов. Участник двух летних Олимпийских игр, чемпион мира, победитель многих регат национального и международного значения.

## Биография
Джон Муни родился 6 августа 1964 года в городе Юджине штата Орегон. 
Первого серьёзного успеха на взрослом международном уровне добился в 1995 году, когда попал в основной состав американской национальной сборной и побывал на чемпионате мира в немецком Дуйсбурге, откуда привёз награду золотого достоинства, выигранную вместе с напарником Стейном Йоргенсеном в зачёте двухместных байдарок на дистанции 200 метров. Благодаря череде удачных выступлений удостоился права защищать честь страны на летних Олимпийских играх 1996 года в Атланте — в двойках с тем же Муни на дистанции 500 метров сумел дойти только до стадии полуфиналов, где финишировал шестым, тогда как в двойках с Питером Ньютоном на дистанции 1000 метров стал в полуфинале пятым.
После домашней Олимпиады Муни остался в основном составе гребной команды США и продолжил принимать участие в крупнейших международных регатах. Так, в 2000 году он отправился представлять страну на Олимпийские игры в Сиднее — в четвёрках на тысяче метрах дошёл до финала и показал в решающем заезде шестой результат, немного не дотянув до призовых позиций. Вскоре по окончании этих соревнований принял решение завершить карьеру профессионального спортсмена, уступив место в сборной молодым американским гребцам.